# Klíny
Klíny (deutsch Göhren) ist eine Gemeinde im Okres Most im nordtschechischen Ústecký kraj. Sie liegt sechseinhalb Kilometer nordwestlich von Horní Litvínov.

## Geographie

### Lage

Klíny, oberer Ortsteil

Klíny liegt auf einem von den Tälern des Bílý potok (Flößbach, früher Goldfluß), der Svídnice (Schweinitz) und der Loupnice (Frauenbach) umgebenen Plateau des Erzgebirgskammes nahe der deutschen Grenze. Im Norden erheben sich der Pestrý (Farbenhübel, 871 m) und die Jelení hlava (Hirschkopf, 874 m), im Osten der Černý vrch (889 m), der Studenec (Höllberg, 878 m), die Loučná (956 m) und die Střelná (Hohe Schuß, 868 m), im Südosten der Holubí vrch (Nitschenberg, 716 m), im Süden der Mračný vrch (Göhrenberg, 852 m), im Südwesten der Kamenec (Steinhübel, 814 m), im Westen der Brandhübel (781 m) und der Teichhübel (818 m) sowie im Nordwesten der Kluge-Hübel (bis 2004 Dachshöhe, 834 m). Gegen Nordosten liegt die Talsperre Fláje, im Osten das vom Bílý potok gebildete tiefe Tal Šumný důl (Rauschengrund), südlich die Talsperre Janov. Im Westen erstreckt sich im Grenzgebiet das Moorgebiet von Deutscheinsiedel, zu dem auch der am nordwestlichen Ortsrand gelegene Černý rybník zugehört. Bei Klíny entspringen der Bílý potok und die Svídnice.

### Gemeindegliederung
Die Gemeinde Klíny besteht aus den Ortsteilen Klíny (Göhren), Rašov (Rascha) und Sedlo (Zettl). Grundsiedlungseinheiten sind Klíny I, Klíny II, Rašov und Sedlo. Das Gemeindegebiet gliedert sich in die Katastralbezirke Klíny I, Klíny II und Rašov u Litvínova.

### Nachbarorte
|                                    | Neuhausen/Erzgeb.                           | Český Jiřetín (Georgendorf) |
| Nová Ves v Horách (Gebirgsneudorf) | Kompassrose, die auf Nachbargemeinden zeigt | Meziboří (Schönbach)        |
|                                    | Litvínov (Oberleutensdorf)                  |                             |

Direkte Nachbarorte sind Neuwernsdorf, Český Jiřetín und Fláje im Norden, Jiřík im Nordosten, Dlouhá Louka im Osten, Meziboří, Sedlo und Rašov im Südosten, Lounice und Křižatky im Süden, Mikulovice im Südwesten, Mníšek, Deutscheinsiedel, Heidelberg und Bad Einsiedel im Westen sowie Heidelbach, Frauenbach und Rauschenbach im Nordwesten.

## Geschichte
Die erste Besiedlung am Černý rybník erfolgte etwa 3000 v. Chr. Vermutlich im 12. Jahrhundert kamen Bergleute aus Sachsen in die Gegend im Herzynischen Urwald und förderten in Klíny Silbererze. Die Stollen 1 und 7 befanden sich bei der Kirche, ihre Mundlöcher wurden später verschüttet. Anfangs gehörte der Wald den böhmischen Königen; er kam aber bald in den Besitz verschiedener Herren, unter anderen an die Hrabischitzer, Herren von Riesenburg.
Der Bergflecken St. Wenzelsberg (Hora Svatého Václava) wurde wahrscheinlich im 14. Jahrhundert durch die Herren von Riesenburg gegründet, sein Name leitete sich vom gleichnamigen Plateau her. Der Ortsname St. Wenzelsberg hatte jedoch nur kurzen Bestand und wurde noch im 14. Jahrhundert abgelegt. Die erste schriftliche Erwähnung des Dorfes Gerij am St. Wenzelsberg (villa Gerij in monte S. Wenczeslai) erfolgte 1355 in den Konfirmationsbüchern (Libri confirmationum), als Slauko V. von Riesenburg in der 1354 von ihm errichteten Kirche des Hl. Antonius von Padua einen Pfarrer einsetzen ließ. Zuvor hatte das Dorf zur Pfarrei Lutwinow gehört. Die Bestätigung durch das Erzbistum Prag erhielt der ersternannte Pfarrer Hermann am 17. April 1355. Die Kirche war zu dieser Zeit eigentlich nur eine kleine Bergkapelle. Wegen der geringen Einkünfte verblieb in Gerij kein Pleban länger als drei Jahre. Am 7. August 1357 resignierte Pfarrer Klemens und wurde durch den Kleriker Nicolaus aus Lewin bei Auscha ersetzt. Ihm folgte 1362 Mathias aus Schlan, diesem am 13. November 1364 Georg aus Bischouitz (Puschwitz). Danach fehlen weitere Erwähnungen.
Wegen Überschuldung mussten die Brüder Borso d. Ä. und Borso d. J. von Riesenburg 1398 die Herrschaft Riesenburg an den Markgrafen Wilhelm I. von Meißen verkaufen. Bei der Belagerung von Brüx durch die Hussiten wurde vermutlich auch die Göhrener Kirche zerstört. Nach den Hussitenkriegen wurde ein Großteil der Einwohner protestantisch. Durch den Vertrag von Eger wurde die Herrschaft Riesenburg 1459 wieder Teil des Königreiches Böhmen. Im 16. Jahrhundert wurden Kupfer und Blei abgebaut. Im Laufe der Zeit wurde das Dorf als Gery, Gerij-Jeren, Jerno, Ghern, Ghörn, Khern, na Klínach bezeichnet. Der böhmische Name Klíny (deutsch Keil) entstand, weil die Ortschaft in den Wald gleichsam hineingekeilt war. Bei der Erbteilung der Söhne von Theobald von Lobkowicz auf Dux 1538 fiel Göhren Wenzel Popel von Lobkowicz zu. Am 21. Januar 1585 verkaufte Kaiser Rudolf II. Göhren an Ladislaus von Lobkowicz, der zehn Jahre später in Ungnade fiel. 1595 veräußerte Rudolf II. den zur Burg Hněvín gehörigen Anteil von Göhren an die Stadt Brüx. Nach der Schlacht am Weißen Berg wurde der Brüxer Anteil von Göhren (na Klínach) konfisziert und Albrecht von Waldstein übereignet, da die Stadt Brüx die Protestanten finanziell unterstützt hatte. In den 1640er Jahren wurden Göhren und Zettl wiederum vom Pfarrer in Obergeorgenthal betreut. Am 16. Juli 1666 erwarb Johann Friedrich von Waldstein einen Anteil von Göhren einschließlich Zettl und Rascha und schloss ihn an seine Herrschaft Dux an. Der andere Teil wurde der Stadt Brüx rückübertragen; sie vereinte ihn mit dem Gut Kopitz. 1680 erhob Johann Friedrich von Waldstein die Herrschaften Dux und Oberleutensdorf zum Familienfideikommiss. Im Sommer 1680 brach in Böhmen die Pest aus. Beide Teile von Göhren blieben jedoch größtenteils verschont. Nach dem Dreißigjährigen Krieg wurde der Bergbau eingestellt. Die Bewohner waren danach meist Holzfäller, Tagelöhner, einige wenige Landwirte und Fabrikarbeiter. Landwirtschaftsprodukte waren Heu, Korn, Hafer (selten reif), Kartoffeln. Im Dorf selbst gab es weder Bäcker noch Fleischer, nicht einmal einen Kaufladen. Es wurde Holzkohle hergestellt und auf den Herrensitzen Jagd betrieben.
Seit 1794 hatte Göhren auch einen gewählten Richter. 1794 bis 1809 war es Bernhard Garnick, von 1804 bis 1806 Anton Geißler aus Zettl, 1812 Josef Tropschuh, 1811 bis 1820 Franz Josef Göpfert. 1827 wurde die Schule in Betrieb genommen und vier Jahre später aus Göhren, Zettl und Rascha die Gemeinde Göhren gebildet. Als erster Vorsteher wurde Anton Geissler gewählt, Gemeinderäte waren Josef Garnich und Michael Göpfert.
Im Jahre 1831 bestand Göhre bzw. Göhrn aus 51 Häusern mit 364 deutschsprachigen Einwohnern. Davon waren 36 Häuser mit 252 Einwohnern (Duxer Göhrn) nach Dux und 15 Häuser mit 112 Einwohnern (Brüxer Göhrn) nach Kopitz untertänig. Zur Duxer Seite gehörte das Forsthaus. Pfarrort war Ober-Leitensdorf. Bis zur Mitte des 19. Jahrhunderts blieb Göhre anteilig der Fideikommissherrschaft Dux und der Stadt Brüx untertänig.
Nach der Aufhebung der Patrimonialherrschaften bildete Göhren/Jerno ab 1850 einen Ortsteil der Gemeinde Johnsdorf im Leitmeritzer Kreis und Gerichtsbezirk Brüx. Zu dieser Zeit lebten in dem Dorf 391 Personen. Ab 1868 gehörte das Dorf zum Bezirk Brüx. Am 7. Juli 1857 bestimmte der Wirtschaftsbesitzer Josef Berger in seinem letzten Willen den Bau einer neuen Kirche, worauf die Grundsteinlegung erfolgte. Ein Missverständnis mit dem Grundstücksverkäufer verzögerte den Bau schließlich bis 1870. Die Kirche des hl. Antonius von Padua wurde dann auf 784 m Seehöhe, umgeben von Wäldern, im Renaissancestil mit romanischen Fenstern erbaut. Der Maler Wilhelm Kandler schuf das Hauptaltarbild des hl. Antonius und das Nebenaltargemälde des hl. Wenzel. Zum ersten Pfarrer wurde am 17. April 1871 Kaplan Franz Schuldes ernannt. Allerdings litt die Kirche jedes Frühjahr unter zu hohem Grundwasser, das regelmäßig den Eingang überschwemmte und bis in den frühen Sommer blieb. Durch die Feuchte wurden bald der Altar und die Altarbilder angegriffen.
Im Jahre 1876 löste sich Göhren/Klíny von Johnsdorf los und bildete zusammen mit Rascha und Zettl eine eigene Gemeinde. Ab 1905 gehörte die Gemeinde zum neugebildeten Gerichtsbezirk Oberleutensdorf. Im Jahre 1930 hatte die Gemeinde 397 Einwohner; davon lebten 255 im Ortsteil Göhren. In Folge des Münchner Abkommens wurde Göhren 1938 dem Deutschen Reich zugeschlagen und gehörte bis 1945 zum Landkreis Brüx. 1939 lebten in der Gemeinde 354 Menschen. Nach dem Ende des Zweiten Weltkriegs kam Klíny zur Tschechoslowakei zurück, und der Großteil der deutschböhmischen Bevölkerung wurde vertrieben. 1948 wurde Klíny dem Okres Litvínov zugeordnet; seit dessen Aufhebung im Jahr 1961 gehört die Gemeinde wieder zum Okres Most. Im Jahr 1950 lebten im Ort Klíny nur noch 51 Personen, 1961 waren es 105 und 1970 91. Klíny wurde in dieser Zeit zu einer Erholungssiedlung. In den Jahren 1960 bis 1962 wurde der Friedhof planiert. Die seit den 1960er Jahren dem Verfall preisgegebene Kirche wurde 1985 abgerissen. Seit 2007 führt die Gemeinde ein Wappen und Banner. Klíny ist heute ein Naherholungs- und Wintersportort mit Abfahrtsstrecken und der Krušnohorská lyžařská magistrála (Erzgebirgische Skimagistrale) für die Bewohner des Okres Most.

## Sehenswürdigkeiten
- Hölzerner Glockenturm; die darin befindliche Statue der Jungfrau Maria von Lourdes stammt aus der abgerissenen Kirche.

## Persönlichkeiten
- Heinrich Jilek (1902–1986), deutscher Slawist und Bibliothekar